# La Crypte des capucins
La Crypte des capucins (en allemand Die Kapuzinergruft), publié en 1938, est le dernier roman de Joseph Roth (1894-1939). Son titre se réfère à la crypte des Capucins, à Vienne, où sont inhumés les Habsbourg. Écrit à la première personne, il met en scène Franz Ferdinand Trotta, cousin des Trotta de La Marche de Radetzky, et passe pour être le livre-testament de son auteur.
Ce roman est adapté au cinéma en 1971 par Johannes Schaaf sous le titre Trotta.

## Résumé

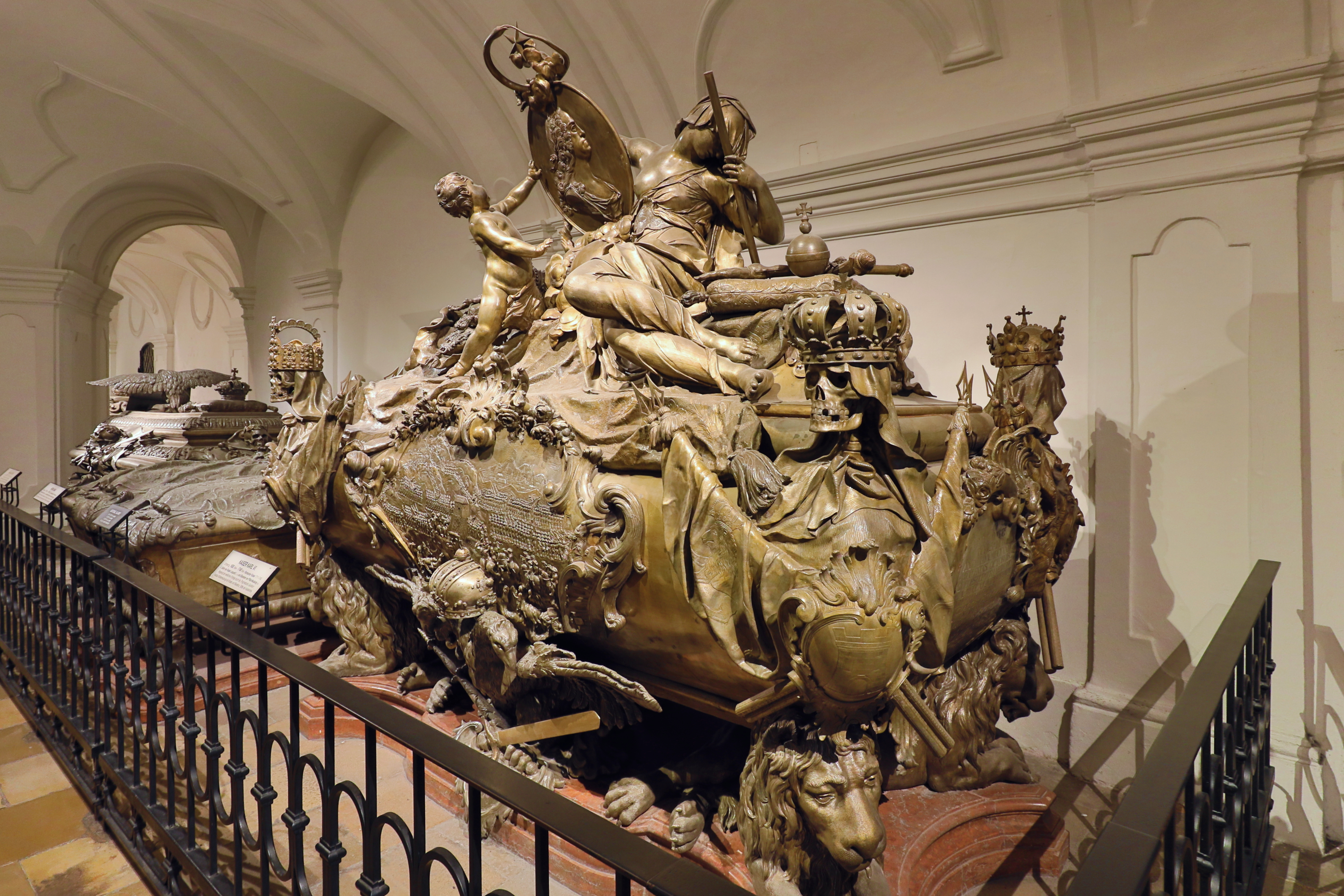
Tombeau de Charles VI de Habsbourg au couvent des Capucins à Vienne.

## Éditions françaises
- Joseph Roth, La Crypte des capucins, traduction et préface de Blanche Gidon, Paris, Éditions du Seuil, 1983  (ISBN 2-02-006609-2)
- Joseph Roth, La Crypte des capucins, traduction et préface de Blanche Gidon, Paris, Éditions du Seuil, coll. « Points. Roman » no 257, 1986  (ISBN 2-02-009305-7)
- Joseph Roth, La Crypte des capucins, traduction de Blanche Gidon, préface de Dominique Fernandez, Éditions du Seuil, coll. « Points » no 196, 1996  (ISBN 2-02-026418-8)
- Joseph Roth, La Crypte des capucins, traduction et postface de Blanche Gidon, préface de Dominique Fernandez, Éditions Points, coll. « Grands Romans » no 196, 2010  (ISBN 978-2-7578-1795-7)

## Adaptation cinématographique
- 1971 : Trotta, film allemand réalisé par Johannes Schaaf, avec András Bálint dans le rôle de Franz Ferdinand Trotta